# マンフレート・ヴェルナー
マンフレート・ヘルマン・ヴェルナー（ドイツ語：Manfred Hermann Wörner、1934年9月24日 - 1994年8月13日）は、西ドイツの政治家。所属政党はドイツキリスト教民主同盟 (CDU)。ヘルムート・コール内閣で国防相、ついで北大西洋条約機構 (NATO) 事務総長を歴任した。

## 経歴
1934年9月24日にシュトゥットガルト近郊のバート・カンシュタットに誕生した。肉屋の祖父アルフレート・アルディンガーのもとで育つ。この祖父はコンドル軍団にいた、エルヴィン・ロンメル元帥の副官を務めた同名の軍人とよく混同されるが、別人である。エルフィー夫人（2006年死去）は人道支援活動に熱心だった。
1953年にアビトゥーア合格後、ハイデルベルク大学、パリ大学、ミュンヘン大学で法学を学ぶ。1957年に第一次、1961年に第二次司法試験に合格。1961年に法学博士号を取得。バーデン・ヴュルテンベルク州政府に入庁し、1962年までエーリンゲン郡庁。1965年までバーデン・ヴュルテンベルク州議会、ついでゲッピンゲン郡庁に勤務。一方でドイツ連邦軍（空軍）の予備役将校でパイロットでもあり、最終階級は大佐だった。
1953年にCDUの青年団組織Junge Unionに加入し、1956年にCDUに入党した。1965年にドイツ連邦議会に初当選し、1988年まで議席を維持した。1969年から1972年までドイツ連邦議会議員団副団長、1976年から1980年までドイツ連邦議会国防委員会委員長を務めた。
1982年に建設的不信任決議で成立したヘルムート・コール内閣に国防相として入閣した。1984年には連邦軍の将軍のホモセクシャル疑惑による不名誉退役騒動があり、ヴェルナー国防相の対応が世間の注目を集めた。NATO事務局長就任のため1988年5月に国防相を辞任し、7月1日に同職に就任した。1994年8月、大腸ガンのため在任のままブリュッセルで死去した。
1996年以降毎年、ドイツの国防相はヨーロッパの平和と自由に貢献した人物に「マンフレート・ヴェルナー・メダル」を授与している。